# Brahmagupta
Brahmagupta (ur. 598, zm. 670) – indyjski astronom i matematyk, który wywarł wpływ m.in. na późniejszych uczonych arabskich.

## Matematyk
Jego głównym osiągnięciem na polu matematyki było wprowadzenie pojęcia zera i liczb ujemnych. W dziele Brahmasphutasiddhanta (628), którego tytuł można przetłumaczyć jako Odsłona wszechświata, definiuje zero jako rezultat otrzymany wtedy, gdy liczba jest odjęta od samej siebie – była to najlepsza definicja zera znana w tamtych czasach; dzieło to zawiera również pierwsze znane użycie znaku zera. Brahmagupta dostarczył ponadto zasad operowania „majętnościami” i „długami”, czyli dodatnimi i ujemnymi liczbami (co uznaje się za pierwsze znane użycie liczb ujemnych). Odsłona wszechświata zawiera również algorytm obliczania pierwiastka kwadratowego, metodę rozwiązywania równań kwadratowych i elementarną postać notacji symbolicznej (algebraicznej). 

## Astronom
Pozostałe rozdziały dzieła traktowały o astronomii – zaćmieniu Słońca i Księżyca, koniunkcji planet, fazach księżyca i wyznaczaniu pozycji planet.